# Ressons-l'Abbaye
Ressons-l'Abbaye és un municipi francès, situat al departament de l'Oise i a la regió dels Alts de França. L'any 2007 tenia 103 habitants.

## Demografia

### Població
El 2007 la població de fet de Ressons-l'Abbaye era de 103 persones. Hi havia 34 famílies de les quals 4 eren unipersonals (4 dones vivint soles i 4 dones vivint soles), 13 parelles sense fills, 13 parelles amb fills i 4 famílies monoparentals amb fills.
La població ha evolucionat segons el següent gràfic:
Habitants censats

### Habitatges
El 2007 hi havia 41 habitatges, 38 eren l'habitatge principal de la família, 1 era una segona residència i 2 estaven desocupats. 38 eren cases i 3 eren apartaments. Dels 38 habitatges principals, 31 estaven ocupats pels seus propietaris, 6 estaven llogats i ocupats pels llogaters i 1 estava cedit a títol gratuït; 1 tenia una cambra, 1 en tenia dues, 4 en tenien tres, 10 en tenien quatre i 21 en tenien cinc o més. 38 habitatges disposaven pel capbaix d'una plaça de pàrquing. A 17 habitatges hi havia un automòbil i a 19 n'hi havia dos o més.

### Piràmide de població
La piràmide de població per edats i sexe el 2009 era:
| Homes | Edats   | Dones |
| ----- | ------- | ----- |
| 0     | 95 o +  | 0     |
| 0     | 90 a 94 | 0     |
| 0     | 85 a 89 | 0     |
| 0     | 80 a 84 | 0     |
| 4     | 75 a 79 | 0     |
| 0     | 70 a 74 | 0     |
| 0     | 65 a 69 | 0     |
| 4     | 60 a 64 | 0     |
| 4     | 55 a 59 | 8     |
| 8     | 50 a 54 | 8     |
| 8     | 45 a 49 | 0     |
| 4     | 40 a 44 | 0     |
| 4     | 35 a 39 | 0     |
| 4     | 30 a 34 | 4     |
| 0     | 25 a 29 | 4     |
| 16    | 20 a 24 | 0     |
| 0     | 15 a 19 | 4     |
| 0     | 10 a 14 | 0     |
| 8     | 5 a 9   | 0     |
| 8     | 0 a 4   | 4     |

## Economia
El 2007 la població en edat de treballar era de 68 persones, 47 eren actives i 21 eren inactives. De les 47 persones actives 43 estaven ocupades (21 homes i 22 dones) i 4 estaven aturades (3 homes i 1 dona). De les 21 persones inactives 4 estaven jubilades, 13 estaven estudiant i 4 estaven classificades com a «altres inactius».
Activitats econòmiques
Dels 3 establiments que hi havia el 2007, 1 era d'una empresa de construcció i 2 d'empreses d'hostatgeria i restauració.
Dels 2 establiments de servei als particulars que hi havia el 2009, 1 era una fusteria i 1 restaurant.
L'any 2000 a Ressons-l'Abbaye hi havia 4 explotacions agrícoles que ocupaven un total de 352 hectàrees.

## Equipaments sanitaris i escolars
El 2009 hi havia una escola elemental integrada dins d'un grup escolar amb les comunes properes formant una escola dispersa.

## Poblacions més properes
El següent diagrama mostra les poblacions més properes.